# Медисън Айви
Медисън Айви (на английски: Madison Ivy) е американска порнографска актриса.

## Ранен живот
Родена е на 14 юни 1989 г. в Германия, но израства в САЩ.
Най-напред живее в Тексас, а след това и в Сакраменто, Калифорния. Работи във фирма за полагане на теракот, като механик в боулинг зала и за веригата за бързо хранене „In-N-Out Burger“. Изявява се и като екзотична танцьорка и така се среща с порноактрисата Аурора Сноу, която я насочва към кариера в порното.

## Кариера
Дебютира като актриса в порнографската индустрия през 2008 г., когато е на 19-годишна възраст.
На 1 декември 2009 г. увеличава размера на гърдите си, чрез поставяне на 550 кубика импланти с физиологичен разтвор.
През юли 2013 г. подписва ексклузивен едногодишен договор с компанията „Брейзърс“, с което става първата изпълнителка с договор с тази компания.
През януари 2015 г. претърпява тежък пътен инцидент с автомобил. Възстановява се от травмите си в продължение на около една година и половина, след което продължава кариерата си в индустрията за възрастни.
Наред с кариерата си в индустрията за възрастни работи и като личен треньор и йога инструктор. Занимава се и с карате, като в продължение на шест години тренира стила ишин-рю.

## Личен живот
Айви живее заедно със своята приятелка и също порноактриса Хедър Старлет.

## Награди и номинации
Носителка на награди
- 2014: XBIZ награда за най-добра сцена в продукция с тематика двойки – „Hotel No Tell“ (с Мик Блу).[8]